# Alice Maguedjio
Alice Maguedjio est née en 1968 à Bamessingué dans le département des Bamboutos, région de l'Ouest du Cameroun. Elle est la première femme présidente du Syndicat des commerçants détaillants du Wouri (Sycodew) et membre de la Chambre de commerce, d’industrie, des mines et de l’artisanat (CCIMA) du Cameroun . Elle est aussi la directrice de publication du magazine Échos des marchés, qui a pour vocation l'actualité des marchés camerounais.

## Biographie

### Débuts
Alice Maguedjio, née de parents pauvres, commence l’activité commerciale très jeune avec pour objectif subvenir aux besoins financiers de sa famille. Elle exerce le petit commerce aussi bien à Mbouda qu'à Douala; ceci lui permet de payer ses études primaires, scolaires et universitaires .
Après l'obtention de son brevet de technicien supérieur en comptabilité et gestion des entreprises, elle décide véritablement de faire du commerce sa principale activité après plusieurs expériences plus ou moins fructueuses dans le domaine .

### Carrière
Elle devient membre du Syndicat des commerçants détaillants du Wouri (Sycodew) qui regroupe tous les marchés du département du Wouri, en 2003 avant d'en devenir la présidente en 2009 .
En 2005, elle crée l'Association des commerçants dynamiques du marché Mboppi (Ascodynm) ; le marché Mboppi qui est considéré comme le plus grand marché de la sous-région Afrique centrale .
En janvier 2012, elle est élue membre de la Chambre de commerce, d’industrie, des mines et de l’artisanat (CCIMA) du Cameroun.